# Xavier Bécas
Xavier Bécas est un footballeur français né le 31 mai 1979 à Tarbes. Il évoluait principalement au poste de milieu offensif ou d'attaquant.

## Biographie
Xavier Bécas a commencé sa carrière de footballeur dans sa ville natale, où il a joué pour le Stadoceste tarbais dans les équipes de jeunes, aux côtés de son frère Jean-Jacques. En 1997, il rejoint le Pau Football Club. Bécas enchaine les matchs et obtient rapidement du temps de jeu.
Bécas rejoint ensuite le CS Sedan Ardennes, avant de prendre la direction de la Corse et de l'AC Ajaccio. Avec Ajaccio, Bécas est sacré champion de France de deuxième division sous les ordres de Roland Courbis, inscrivant huit buts. Xavier Bécas s'impose comme l'un des joueurs favoris des supporters. La saison suivante, Bécas et Ajaccio évolue en Le Championnat de France de football 2002-2003  la 65e édition du championnat de football et la première sous la dénomination Ligue 1.
Par la suite, Bécas enchaîne les prêts en Ligue 2 avec le Football Club de Metz, club avec qui il atteint les demi-finales de la Coupe de la Ligue en 2003. Bécas rejoint ensuite le FC Gueugnon, et le FC Istres, avant de prendre la direction du Pau Football Club, et de terminer sa carrière à l'Elan pyrénéen de Bazet. 
Bécas est reconnu pour sa polyvalence sur le terrain, étant capable d’évoluer à la fois en tant que milieu offensif et attaquant.
Après plusieurs saisons en professionnel, il décide de revenir à ses racines. Il est actuellement moniteur d'auto-école à Tarbes.

## Statistiques
Au total, Bécas a disputé 25 matchs en Ligue 1 sans inscrire de but, et 64 matchs en Ligue 2, où il a marqué huit buts. 

## Palmarès
- Champion de France de D2 : 2002 avec l'AC Ajaccio